# Elisabeth Tudor (opera)
Elisabeth Tudor är en tysk opera i tre akter med musik av Wolfgang Fortner och libretto av Mattias Braun.

## Historia
Fortners partitur innehåller varenda modern musikvariant: clusterteknik, glissando, fri och bunden improvisation, grafisk och obunden notering, inspelade effekter och konkret musik, jazzslagverk och Charles Ives teknik med flera lager musik, en kör indelad i 18 stämmor och en barnkör. Komplexa ensembler alternerar med hela scener utan musik, Maria Stuart sjunger en duett med Norfolk på franska, ett positiv spelar Ach, du lieber Augustin. Fortner var mycket påverkad av Darmstadtskolan, den polska avantgardismen och Bernd Alois Zimmermanns opera Die Soldaten (1965).
Operan hade premiär den 23 oktober 1972 på Deutsche Oper Berlin.

## Personer
- Maria Stuart, drottning av Skottland (dramatisk sopran)
- Elisabeth Tudor, drottning av England (mezzosopran)
- Hertigen av Norfolk (baryton)
- Earl av Leicester (baryton)
- Nicholas Bacon (countertenor)
- Cecil (bas)
- Arundel (tenor)
- Walsingham (bas)
- Gresham (tenor)
- Murray (tenor)
- Tyrrel, en skotsk soldat (baryton)
- Norfolks tjänare (bas)
- 5 skotska Baroner (1 Tenor, 2 barytoner, 2 basar)
- Gatusångerskan (alt)
- En röst från ovan (alt)

## Handling
Historien är en pseudorealistisk skildring av omständigheterna som ledde till arresteringen och avrättningen av Maria Stuart i skuggan av motreformationen.